# Appunettia
Appunettia é um género botânico pertencente à família Rubiaceae.